# Roberto Arroyo Gregorio
Roberto Arroyo Gregorio (Valladolid, 25 de agosto de 2003) es un futbolista español que juega como delantero en el Osasuna Promesas de Primera Federación. 

## Trayectoria
Nacido en Valladolid, se forma en el CD Villa de Simancas y Real Valladolid.
Debuta con el filial el 28 de agosto de 2021 al partir como titular en un empate por 1-1 frente a la S. D. Logroñés en la Primera División RFEF y su primer gol llega el 29 de octubre de 2021 en una victoria por 2-0 contra el C. F. Talavera de la Reina.
El 15 de julio de 2021 renueva su contrato con el club hasta 2024.
Logra debutar con el primer equipo en primera división el 28 de agosto de 2022 al entrar como suplente en la segunda mitad en una derrota por 4-0 frente al F. C. Barcelona. Esa misma temporada también disputó 3 minutos en la primera ronda de Copa del Rey contra la U. D. Barbadás.
El 5 de agosto de 2023 fue cedido por una temporada a la U. D. Ibiza de Primera Federación.
El 8 de julio de 2024 ficha por una temporada por el Osasuna Promesas de Primera Federación, aunque el club tendrá la opción de prorrogar la relación contractual dos cursos más de forma unilateral.

## Clubes
Actualizado al último partido disputado el 2 de junio de 2024. 
| Club                     | País          | Año           | Partidos | Goles |
| ------------------------ | ------------- | ------------- | -------- | ----- |
| Real Valladolid Promesas | España        | 2021-2023     | 62       | 11    |
| Real Valladolid C. F.    | España        | 2022-2024     | 2        | 0     |
| U. D. Ibiza (cedido)     | España        | 2023-2024     | 34       | 3     |
| Osasuna Promesas         | 2024-act.     |               |          |       |
| Total carrera            | Total carrera | Total carrera | 98       | 14    |